# Sapir Heller
Sapir Heller (* 1989 in Israel) ist eine in Deutschland lebende israelische Theaterregisseurin.

## Leben
Sapir Heller wurde 1989 in Israel geboren und ist dort aufgewachsen. Nach dem Abitur kam sie 2008 nach München, wo sie für ein Jahr im International Munich Artlab (IMAL) an einem Musiktheaterprojekt beteiligt war.
Von 2010 bis 2014 studierte sie Schauspiel- und Musiktheaterregie an der Theaterakademie August Everding und war Stipendiatin der Heinrich-Böll-Stiftung.
Sapir Heller lebt als freie Regisseurin mit ihrem Partner und ihren zwei Kindern in München.

## Schaffen
Sapir Heller inszenierte während ihres Studiums 2012 Hanoch Levins Ding als deutschsprachige Erstaufführung und die Stückentwicklung Wo liegt der Hund? in der Reaktorhalle München, Astor Piazzollas Maria de Buenos Aires 2013 und James Edward Lyons Für mich soll’s rote Rosen regnen im Theater Hof. Philoktet nach Sophokles und Heiner Müller war 2014 im Akademietheater ihre Diplominszenierung, sie wurde auch bei den Bayerischen Theatertagen und beim Körber Studio Junge Regie im Thalia Theater Hamburg gezeigt.
2015 inszenierte sie Carl Zuckmayers Des Teufels General im Theater Hof, in der Galerie an der Pinakothek der Moderne realisierte sie Das Bieleveld Projekt sowie in der Bayerischen Staatsoper die Performance Stadt der Frauen. Weitere Regiearbeiten werden seither am Staatsschauspiel Dresden, dem Theater Augsburg, dem Maxim Gorki Theater Berlin, am Theater Hof, am Zimmertheater Tübingen, dem Landestheater Schwaben und am Volkstheater München gezeigt.
Beim vom Volkstheater München ausgerichteten Festival Radikal Jung bekam die Produktion Amsterdam den undotierten Kritikerpreis der Studenten der Theater-, Film- und Fernsehkritik der Bayerischen Theaterakademie August Everding. Die Produktion Das hässliche Universum erhielt 2021 den NachSpielPreis des Heidelberger Stückemarktes.

## Inszenierungen (Auswahl)
- 2019: Amsterdam (DE), Volkstheater München[3]
- 2018: Funny Girl, Landestheater Schwaben[4]
- 2017: Celan mit der Axt, Maxim Gorki Theater Berlin[5]
- 2016: Auch Deutsche unter den Opfern, Zimmertheater Tübingen[6]
- 2015: Des Teufels General, Theater Hof[7]
- 2015: Das Bieleveld Projekt, Galerie an der Pinakothek der Moderne München[8]
- 2014: Philoktet  nach Sophokles und Heiner Müller. Akademietheater in München